# 상흥
상흥(祥興, 1278년 5월 ~ 1279년 2월)은 남송 소제(少帝) 조병(趙昺)의 연호이다. 9개월 가량 사용하였다. 소제가 애산 전투에서 자결하면서 남송이 멸망한다.
원나라 지원(至元) 20년(1283년) 10월, 반란 세력이던 황화(黃華)가 송나라를 부흥한다하여, 소제의 상흥 연호를 칭하였다. 이듬해 2월, 황화의 반란이 진압되었으며, 황화는 자결하였다. 그 후, 황화의 시신은 참수되었다.

## 개원
- 경염(景炎) 3년 5월 1일[1](율리우스력 1278년 5월 23일)에 연호를 상흥(祥興)으로 개원함.[2][3][4][5]

- 상흥(祥興) 2년 2월 7일[6](율리우스력 1279년 3월 20일)에 소제가 애산 전투에서 자결하면서 상흥 연호가 중지됨.[2][3][5]

## 연대 대조표
| 상흥 | 서기(西紀) | 간지(干支) | 원나라 연호     |
| 원년 | 1278년     | 무인(戊寅) | 지원(至元) 15년 |
| 2년  | 1279년     | 기묘(己卯) | 지원 16년       |

### 황화(黃華)
| 상흥 | 서기(西紀) | 간지(干支) | 원나라 연호     |
| 5년  | 1283년     | 계미(癸未) | 지원(至元) 20년 |
| 6년  | 1284년     | 갑신(甲申) | 지원 21년       |

## 동시대 연호

### 중국(몽골)
대원(大元)
- 지원(至元) (1264년 ~ 1294년)

### 베트남
- 바오푸(寶符) (1273년 ~ 1278년)
- 티에우바오(紹寶) (1279년 ~ 1285년)

### 일본
- 고안(弘安) (1278년 ~ 1288년)

## 같이 보기
- 중국의 연호 목록